# Russianismo
Russianismo ou Russicismo (em russo:  Русизм, em inglês:  Russicism, Russianism) é uma influência do idioma russo em outros idiomas. Em particular, os russismos são palavras, expressões ou construções gramaticais russas ou russificadas usadas em idiomas eslavos, idiomas dos países da CEI e idiomas da Federação Russa.
Entretanto, o escopo da influência do idioma russo é mais amplo. Por exemplo, no italiano, os russismos estão em quinto e sexto lugar, depois dos anglicismos, galicismos, germanismos, hispanismos e arabismos.